# Dmitri Fofonov
Dmitri Aleksandrovitsj Fofonov (Kazachs: Дмитрий Александрович Фофонов) (Alma-Ata, 15 augustus 1976) is een Kazachs voormalig wielrenner. Op 27 juli 2008, na afloop van de Ronde van Frankrijk 2008, werd hij betrapt op het gebruik van doping. Van de Franse wielerbond kreeg hij een schorsing van drie maanden opgelegd, omdat in zijn urine sporen van heptaminol waren aangetroffen. Volgens zijn eigen zeggen kocht hij dit middel op internet tegen kramp. Vanaf 2013 is Fofonov, net als land- en ploeggenoot Aleksandr Vinokoerov, actief als ploegleider bij Astana.

## Belangrijkste overwinningen
1998
- Nationaal kampioenschap Kazachstan sprint (baan), Elite
- 15e etappe Commonwealth Bank Classic

2000
- Nationaal kampioenschap Kazachstan sprint (baan), Elite
- Nationaal kampioenschap Kazachstan individuele tijdrit, Elite

2002
- 7e etappe Ronde van Catalonië

2006
- 3e etappe Ronde van de Middellandse Zee (ploegentijdrit met Aleksandr Botsjarov, Pietro Caucchioli, Christophe Edaleine, Jimmy Engoulvent, Rémi Pauriol, Mark Renshaw en Yannick Talabardon)

2008
- 7 etappe Critérium du Dauphiné Libéré

2009
- Nationaal kampioenschap Kazachstan op de weg, Elite

## Resultaten in voornaamste wedstrijden
| Jaar | Ronde van Italië | Ronde van Frankrijk | Ronde van Spanje |
| ---- | ---------------- | ------------------- | ---------------- |
| 2001 |                  |                     | 57e              |
| 2002 |                  |                     | 78e              |
| 2003 |                  |                     | 105e             |
| 2004 |                  | 87e                 |                  |
| 2005 | 89e              |                     |                  |
| 2006 |                  |                     | 32e              |
| 2007 |                  | 26e                 |                  |
| 2008 |                  | 19e (*)             |                  |
| 2009 |                  |                     |                  |
| 2010 |                  |                     | 55e              |
| 2011 |                  | 106e                |                  |
| 2012 |                  | 63e                 |                  |

| Jaar | Milaan-San Remo | Amstel Gold Race | Luik-Bast.‑Luik | Ronde van Lombardije | Waalse Pijl |  | WK op de weg |  | Wereldranglijsten |
| ---- | --------------- | ---------------- | --------------- | -------------------- | ----------- |  | ------------ |  | ----------------- |
| 2001 | 66e             |                  | 85e             |                      | 55e         |  |              |  |                   |
| 2002 |                 |                  |                 |                      | 106e        |  |              |  |                   |
| 2003 | 82e             | 94e              |                 | 55e                  | 36e         |  |              |  |                   |
| 2004 |                 |                  |                 | 38e                  |             |  |              |  |                   |
| 2005 |                 | 56e              | 90e             |                      |             |  |              |  |                   |
| 2006 |                 | 37e              | 49e             |                      | 58e         |  |              |  | 164e (UPT)        |
| 2007 |                 | 68e              | 68e             |                      | 91e         |  | opgave       |  |                   |
| 2008 | 32e             |                  |                 |                      |             |  |              |  |                   |
| 2009 |                 |                  |                 |                      |             |  | 66e          |  |                   |
| 2010 |                 | 50e              |                 |                      | 109e        |  | 12e          |  |                   |
| 2011 |                 | 74e              |                 |                      | 126e        |  | 169e         |  |                   |
| 2012 |                 |                  |                 |                      |             |  |              |  |                   |

(*): Na afloop van de Ronde van Frankrijk 2008 werd bekend dat Fofonov na de 18de etappe positief op het verboden middel heptaminol had getest. Hij werd ontslagen door zijn ploeg en geschorst, maar behield zijn plaats in de uitslag.